# Reator epitérmico
Reator epitérmico ou intermediário é um tipo de reator nuclear cuja maior parte dos nêutrons que causam a fissão nuclear durante o seu funcionamento são nêutrons epitérmicos, ou seja energia neutrônica situada entre 0,3 e 10 KeV. Alguns projetos de reator de sal fundido incorporam a utilização de nêutrons epitérmicos como a principal fonte de nêutrons para a fissão como é o caso do reator sendo projetado pela Transatomic Power Groupou em junção com nêutrons térmicos como o Seaborg Waste Burner proposto pela empresa dinamarquesa Seaborg Technologies.